# Annemarie Selinko
Annemarie Selinko, née le 1er septembre 1914 à Vienne (alors en Autriche-Hongrie) et morte le 28 juillet 1986 à Copenhague (Danemark), est une romancière autrichienne qui a écrit un certain nombre de livres à succès en allemand depuis les années 1930 jusqu'aux années 1950.

## Biographie
Bien qu'elle ait été basée en Allemagne, en 1939, au début de la Seconde Guerre mondiale, elle s'est réfugiée au Danemark avec son mari danois, mais en 1943, ils sont redevenus réfugiés, cette fois en Suède,.
Beaucoup de ses romans ont été adaptés au cinéma et tous ont été traduits dans de nombreuses langues. Son dernier travail Désirée (1951) est centré sur Désirée Clary, la fiancée de Napoléon Bonaparte et, plus tard, reine de Suède et de Norvège. Il est dédié à sa sœur Liselotte, assassinée par les nazis. Traduit en vingt-cinq langues, il a servi de base en 1954 au scénario de Désirée, film de 1954, mettant en vedette Marlon Brando et Jean Simmons.

### Romans
- Ich war ein häßliches Mädchen (I Was an Ugly Girl), Vienne : Kirschner Verlag, 1937
- Morgen ist alles besser (titre américain : Tomorrow Is Another Day, titre britannique : Everything Will Be Better Tomorrow), 1939
- Heute heiratet mein Mann (My Husband Marries Today), 1943
- Désirée, 1952

## Filmographie
- 1939 : Tomorrow It Will Be Better de Friedrich Zelnik, d'après le roman Morgen ist alles besser
- 1943 : I dag gifter sig min man [ sv ] de Ragnar Arvedson, d'après le roman Heute heiratet mein Mann
- 1948 : Tout ira mieux le matin de Arthur Maria Rabenalt, d'après le roman Morgen ist alles besser
- 1954 : Désirée de Henry Koster, d'après le roman Désirée
- 1955 : Un vilain petit canard (Ich war ein häßliches Mädchen) de Wolfgang Liebeneiner, d'après le roman Ich war ein häßliches Mädchen
- 1956 : Mon mari se marie aujourd'hui de Kurt Hoffmann, d'après le roman Heute heiratet mein Mann
- 1957 : Es wird alles wieder gut [ de ] de Géza von Bolváry, d'après le roman Morgen ist alles besser
- 2006 : Heute heiratet mein Mann, téléfilm de Michael Kreihsl, d'après le roman Heute heiratet mein Mann